# PearPC
PearPC és una arquitectura independent de la plataforma PowerPC, és un emulador capaç d'executar molts sistemes operatius de PowerPC, incloent Mac OS X, Darwin i Linux. Està alliberat sota la llicència GPL. Pot executar-se a Microsoft Windows, Linux, FreeBSD i altres sistemes basats en POSIX X11. La primera publicació oficial es va realitzar el 10 de maig de 2004.
L'emulador compta amb Just-in-time (JIT), emulació del nucli del processador que tradueix dinàmicament de codi PPC a codi x86, emmagatzema els resultat a memòria cau. Malgrat córrer només en arquitectures d'acollida x86, l'emulació JIT bàsica és com a mínim 10 vegades més ràpid que l'arquitectura independent del processador d'emulació del nucli genèric. Tanmateix, d'acord amb les pàgines del manual subministrat amb els paquets de Debian amb PearPC, JIT corre al voltant de 40 vegades més lent en cas que l'execució de codi fos en una màquina nativa.

## Maquinari emulat
Xarxa:
- 3Com 3C905C[1]
- Realtek 8139[2]